# Aleksander Kowalski (jégkorongozó)
Aleksander Marek Kowalski (Varsó, 1902. október 7. – Katiny, 1940. április 3.) lengyel jégkorongozó, olimpikon.
Az 1928. évi téli olimpiai játékokon játszott először a jégkorongtornán a lengyel csapatban. A B csoportba kerültek, ahol rajtuk kívül csak kettő csapat volt. Első mérkőzésükön 2–2-es döntetlent játszottak a svédekkel, majd egy szoros mérkőzésen 3–2-re kikaptak a csehszlovák csapattól. A csoportban az utolsó helyen végeztek 1 ponttal. Összesítésben a 9. lettek. Kowalski kettő mérkőzésen játszott és gólt nem ütött.
Az 1932. évi téli olimpiai játékokon is játszott a jégkorongtornán. Ez az olimpia az USA-ban volt és csak 4 válogatott vett részt: Kanada, USA, Németország és Lengyelország. Egy csoportba került mind a 4 csapat és oda-visszavágós rendszer alapján játszottak. Mind a 6 mérkőzésen kikaptak. Csak 3 gólt tudtak ütni. Mind a 6 mérkőzésen játszott és kétszer is gólt ütött a németeknek.
Részt vett még 2 jégkorong-világbajnokságon. Az 1930-ason és az 1931-es jégkorong-világbajnokságon Az 1931-es világbajnokság jégkorong-Európa-bajnokságnak is számított és így ezüstérmesek lettek
Klubcsapata a AZS Varsó volt.
A katyńi vérengzésben ölték meg.